# Фуразидин
Фуразидин (торговые наименования: «Вернал» «Фурагин», «Фурамаг», «Фурасол») — лекарственное средство, с выраженным противомикробным действием, производное нитрофуранов. Действующее вещество: 1-[[3-(5-нитро-2-фуранил)-2-пропенилиден]амино]-2,4-имидазолидиндион.
Лекарственные формы: таблетки 50 мг, капсулы 25 и 50 мг, порошок для приготовления раствора для местного и наружного применения 100 мг.

## Фармакологическое действие
Противомикробное средство, производное нитрофурана. Эффективен в отношении грамположительных кокков (Staphylococcus spp., Streptococcus spp.), грамотрицательных палочек (E. coli, Salmonella spp., Shigella spp., Klebsiella spp.). Устойчивы Pseudomonas aeruginosa, Enterococcus spp., Acinetobacter spp., большинство штаммов Proteus spp., Serratia spp. Механизм действия связан с ингибированием синтеза нуклеиновых кислот. В зависимости от концентрации оказывает бактерицидное или бактериостатическое действие. Против большей части бактерий бактериостатическая концентрация составляет от 10-20 мкг/мл. Бактерицидная концентрация примерно в 2 раза выше. Под влиянием нитрофуранов в микроорганизмах происходит подавление активности дыхательной цепи и цикла трикарбоновых кислот (цикла Кребса), а также угнетение других биохимических процессов, что приводит к разрушению их оболочки или цитоплазматической мембраны. В результате действия нитрофуранов микроорганизмы выделяют меньше токсинов, в связи с чем улучшение общего состояния больного возможно ещё до выраженного подавления роста микрофлоры. Нитрофураны в отличие от многих других противомикробных лекарственных средств не только не угнетают иммунную систему организма, а наоборот, активизируют её (повышают титр комплемента и способность лейкоцитов фагоцитировать микроорганизмы)(источник не указан).

## Фармакокинетика
Абсорбция — в тонком кишечнике, путём пассивной диффузии. Метаболизируется в печени. Выводится почками 6 %; средняя концентрация фуразидина в моче превосходит его бактериостатическую концентрацию.

## Показания
Инфекционно-воспалительные заболевания: цистит, уретрит, пиелонефрит; инфекции женских половых органов; конъюнктивит, кератит; ожоги; профилактика инфекций при урологических операциях, цистоскопии, катетеризации. Для промывания полостей: перитонит, эмпиема плевры.

## Противопоказания
Гиперчувствительность, тяжёлая хроническая почечная недостаточность, детский возраст (до 1 года), беременность, период лактации.

### C осторожностью
Хроническая почечная недостаточность, дефицит глюкозо-6-фосфатдегидрогеназы, заболевания печени и нервной системы, период новорождённости (до 1 месяца) — для местного применения.

## Режим дозирования
Внутрь, после еды — по 0,05-0,1 г 3 раза в день в течение 7-14 дней. При необходимости после 10-15-дневного перерыва курсы лечения повторяют. Местно, при лечении для спринцеваний и промываний используют 1 % раствор, приготовленный на 0,9 % растворе хлорида натрия. В офтальмологии применяют водный раствор в разведении 1:13000: по 2 капли закапывают в поражённый глаз, 4-6 раз в сутки.

## Побочные эффекты
Снижение аппетита, тошнота, рвота, головная боль, головокружение, полиневрит, нарушения функции печени, аллергические реакции (кожная сыпь, в том числе папулезная).

### Передозировка

#### Симптомы
Нейротоксические реакции, полиневриты, нарушение функции печени, острый токсический гепатит.

#### Лечение
Отмена лекарственного средства, приём большого количества жидкости, симптоматическая терапия, антигистаминные лекарственные средства, витамины группы В. Специфического антидота нет.

## Особые указания
Для приготовления 0,5 и 1 % раствора 0,5 г или 1 г препарата соответственно растворяют в 100 мл горячей воды для инъекций. Раствор сразу фильтруют, разливают в стеклянные флаконы из нейтрального стекла и стерилизуют текущим паром при 100 °C в течение 30-45 минут или при 110 °C в течение 15-20 минут. Для предупреждения побочных эффектов назначают обильное питьё, витамины группы В и антигистаминные лекарственные средства.